# Пьедади (Сан-Паулу)
Пьедади (порт. Piedade)  —  муниципалитет в Бразилии, входит в штат Сан-Паулу. Составная часть мезорегиона Макрорегион агломерации Сан-Паулу. Входит в экономико-статистический  микрорегион Пьедади. Население составляет 54 972 человека на 2006 год. Занимает площадь 745,536 км². Плотность населения — 73,7 чел./км².

## История
Город основан 20 мая 1840 года.

## Статистика
- Валовой внутренний продукт на 2003 составляет 372.134.311,00 реалов (данные: Бразильский институт географии и статистики).
- Валовой внутренний продукт на душу населения на 2003 составляет 7.054,41 реалов (данные: Бразильский институт географии и статистики).
- Индекс развития человеческого потенциала на 2000 составляет 0,757 (данные: Программа развития ООН).